# Historia de la guerra del Peloponeso
Historia de la guerra del Peloponeso (Ἱστορία τοῦ Πελοποννησιακοῦ Πολέμου) es un relato de la guerra homónima, que tuvo lugar en la antigua Grecia y que enfrentó a la Liga del Peloponeso (liderada por Esparta) y la Liga de Delos (liderada por Atenas). La obra fue escrita por Tucídides, un general ateniense que sirvió en la guerra.
La obra es considerada un clásico, además de que se trata de uno de los primeros libros de historia que se conocen. Fue dividida en ocho libros por los editores posteriores de la Antigüedad. El libro I se inicia con una breve crónica que va desde los primeros pobladores de Grecia hasta las guerras médicas, pero en su mayor parte se concentra en los antecedentes más inmediatos de la guerra del Peloponeso, con el conflicto entre Corinto y Córcira en el año 435 a. C. El libro VIII, que es lo último que ha llegado hasta nuestros días, concluye con la victoria naval de Atenas en el Helesponto en el 411 a. C. Sin embargo, la guerra terminó casi siete años después, en el 404 a. C., cuando Atenas se rinde ante Esparta. Por lo que la Historia de la guerra del Peloponeso de Tucídides, tal como la conocemos actualmente, no relata la duración total de la guerra.

## Análisis de la obra
Los análisis que se han realizado de la obra se suelen encuadrar en dos tipos. Por un lado se encuentran aquellos que consideran la obra como una pieza histórica, objetiva y científica. Por otro, una interpretación más reciente, relacionada con teoría de la recepción, argumenta que la obra se interpreta mejor como una obra de literatura y no como un relato objetivo de los hechos del pasado. Esta última visión se puede observar en las palabras de W. R. Connor, que describe a Tucídides como «un artista que repone, elige y coloca hábilmente su material, y desarrolla su potencial simbólico y emocional».

## Terminación de la obra

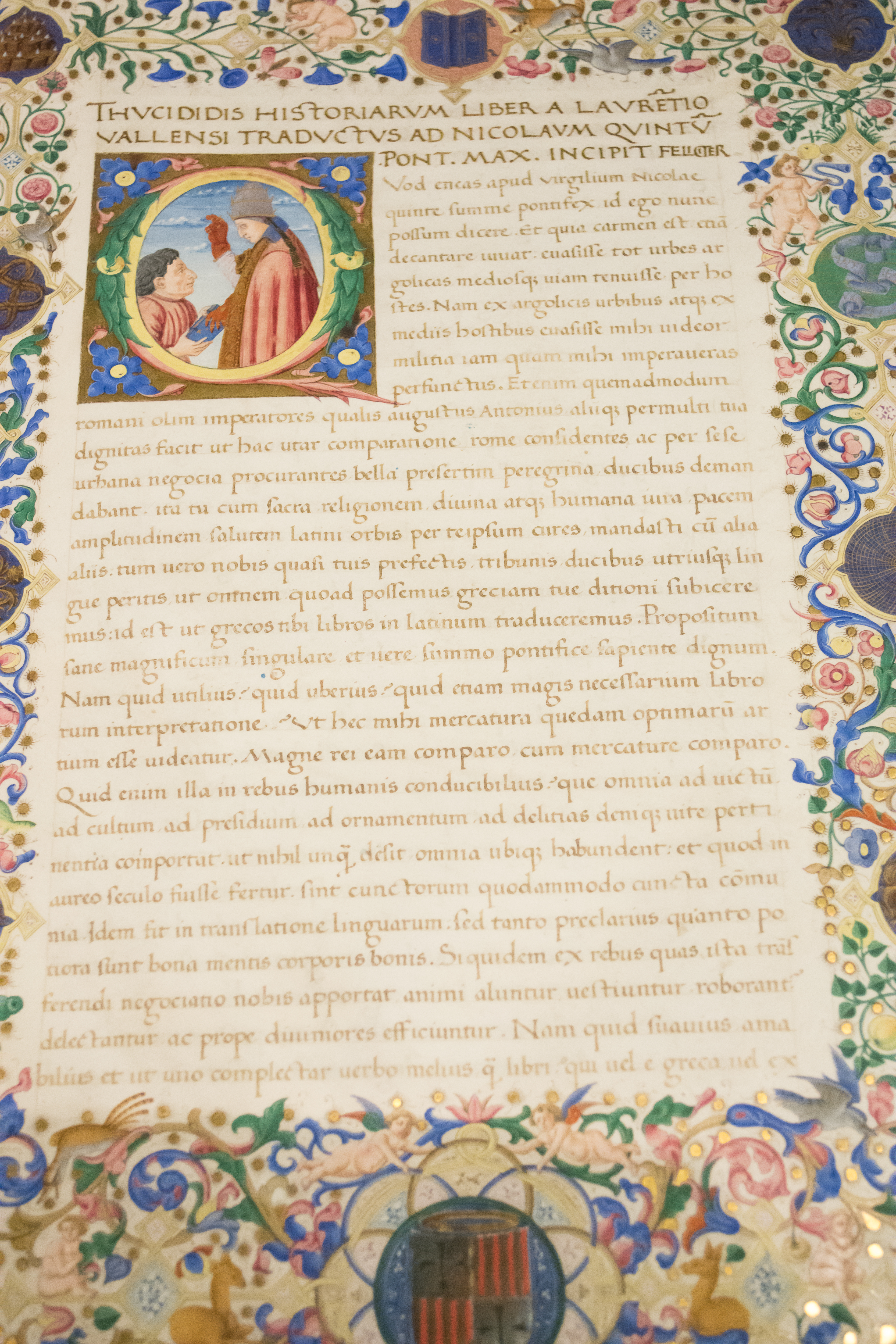
Manuscrito de la Historia de la Guerra del Peloponeso de Tucídides, traducida al latín por Lorenzo Valla y dedicada al papa Nicolás V.

Existe un debate entre los estudiosos acerca de si Tucídides terminó su obra o si esta quedó sin completar. Hay autores que defienden que la obra fue terminada por Tucídides tomando como base varios pasajes de la misma obra. Sin embargo, la mayoría de la crítica opina que la obra está inacabada o que quedó pendiente una redacción final de la misma. Ya en la Antigüedad, Amiano Marcelino rebatía algunas opiniones que consideraban el libro VIII como espurio pero opinaba que ese libro se encontraba solo esbozado porque Tucídides debía encontrarse enfermo. 
Entre los argumentos que apoyan la tesis de la obra inacabada se encuentran la falta de discursos directos en parte del libro V y en el libro VIII, algunas incongruencias en la exposición, e irregularidades en la lengua y en las informaciones.

## Cuestión tucidídea
La cuestión tucidídea se refiere a la problemática acerca de si toda la obra fue escrita al acabar la guerra del Peloponeso o si, en cambio, se escribió una parte después de la paz de Nicias. 
Franz Wolfgang Ullrich fue el autor que dio inicio a esta cuestión. O opina que Tucídides empezó a escribir los tres primeros libros y parte del cuarto tras la paz de Nicias, pero que aún no había acabado de escribir la parte de los diez primeros años cuando se reanudó la guerra, así que interrumpió la redacción y la reanudó cuando al terminar el conflicto. Hay dos pasajes (II, 65 y II, 100) que, según este autor, no pudieron escribirse antes del año 404 a. C.
Hay un sector de la crítica que apoya las ideas de Ullrich pero, en cambio, otro sector es partidario de la idea de que Tucídides redactó toda su obra ya acabada la guerra.

## Estructura de cada libro
| Libro      | Periodo            | Contenido |
| ---------- | ------------------ | --- |
| Libro I    | Antes de la guerra | Arqueología. Plan y método del historiador. Los discursos. Causas y detonantes de la guerra. Conflicto de Corcira. Defección y asedio de Potidea. Pentecontecia y expansión política ateniense. Conferencia de Esparta: votación en favor de la guerra y sus preparativos. Discurso de Pericles: política ateniense. |
| Libro II   | 431-429 a. C.      | Primer año de la guerra. Contingentes de ambos bandos. Invasión y devastación del Ática por los lacedemonios. Discurso fúnebre de Pericles. Año 430 a C. : Invasión y devastación del Ática por los lacedemonios. La peste en Atenas. Elogio a Pericles. Expediciones atenienses contra la costa peloponesia y Tracia. Rendición de Potidea. Autodefensa de Pericles. Año 429 a. C.: Cerco peloponesio a Platea. Combate naval y victoria ateniense en Naupacto. Incursión peloponesia en Salamina. Tracia, aliada ateniense contra Macedonia.                                                                             |
| Libro III  | 428-426 a. C.      | Año 428 a. C.: Levantamiento de Lesbos y revuelta de Mitilene. Circunnavegación ateniense del Peloponeso. Discurso mitileneo en solicitud de ayuda a los lacedemonios. Evasión de Platea. Año 427 a C. : Invasión y devastación del Ática por los lacedemonios. Rendición de Mitilene a los atenienses. Debate en Atenas sobre el futuro de Mitilene. Rendición de Platea. Guerra civil de Córcira. Segundo brote de peste en Atenas y terremotos. Año 426 a. C. : Batalla de Olpas. |
| Libro IV   | 425-423 a. C.      | Año 425 a C. : Victoria ateniense en Pilos. Esfacteria y la tregua de Pilos. Discurso de embajadores lacedemonios ante atenienses. Guerra en Sicilia. Toma de Esfacteria. Abandono ateniense y lacedemonio de Pilos. Expedición marítima ateniense contra Corinto. Año 424 a C. : Expedición ateniense contra Citera. Sedición oligárquica en Megara. Brásidas en Tracia. Defección de Acanto y Estagira. Batalla ateniense-beocia. Toma beocia de Delio. Año 423 a C. : Armisticio entre Atenas y Esparta. Defección de Escíone y Mende. Toma de Mende y asedio de Escíone por los atenienses.                            |
| Libro V    | 422-415 a. C.      | Año 422 a C. : Muerte en Tracia de Brásidas y Cleón. Paz de Nicias y alianza de las dos potencias. Año 421 a C. : Corinto, Argos, Mantinea y Élide se oponen a la paz. Año 420 a C. : Alianza entre Argos y Esparta. Diferencias entre Esparta y Atenas. Alcibíades contra el tratado de paz. Alianza entre Atenas y Argos. Año 419 a C. : Guerra entre Epidauro y Argos. Año 418 a C. : Guerra entre Argos y Esparta. Victoria espartana en la batalla de Mantinea. Alianza entre Argos y Esparta. Año 417 a C. : Ruptura de la paz de Nicias. Año 416 a. C.: Conferencia de Melos y rendición de Melos a los atenienses. |
| Libro VI   | 415-414 a. C.      | Año 415 a C. : Campaña de Sicilia. Debate en Atenas por la expedición. Preparación de Sicilia. Alcibíades cambia de bando. Año 414 a C. : Guerra en Grecia y Sicilia. |
| Libro VII  | 414-413 a. C.      | Año 414 a. C.: Batalla de Siracusa. Invasión y devastación del Ática por los lacedemonios. Año 413 a. C.: Cerco lacedemonio de Decelia. Alianza siciliana contra Atenas. Combates navales y derrota naval ateniense en Sicilia. |
| Libro VIII | 413-411 a. C.      | Año 412 a C. : Rebelión contra Atenas de Quíos, Clazómenas, Mileto y otras ciudades. Alianza entre Darío II y los lacedemonios. Combate en Mileto. Defección de Rodas. 2.º y 3.º tratado de paz de Esparta con Tisafernes. Año 411 a C. : Luchas políticas y de clases en Atenas: el gobierno de los Cuatrocientos. Disensiones en el ejército y en Atenas. Defección de Bizancio. Combate naval y victoria ateniense en el Helesponto. |

## Transmisión textual

### Códices
Los códices principales que nos han llegado del texto griego son: A (siglos XI-XII), B (XI), C (X), E (XI), F (XI), G (XIII-XIV), H (XIV), M (XI), Pm (X), T (XI), YZ (X). Se aceptan ciertas siglas: alfa, para CG; beta, para ABEFM (YZ) C2. Se admite la existencia de un arquetipo, transliterado en el siglo IX, para ABCEFM. Sólo los manuscritos basados en él ofrecen todo el texto de la historia.

### Papiros
Se conserva también un papiro del siglo III a. C. que es el texto tucidídeo más antiguo que nos ha llegado, si bien bastante corrupto. Otros papiros de los siglos II y III d. C. nos hablan de ciertas dificultades sintácticas y estilísticas de Tucídides, y ofrecen curiosas coincidencias con algunos escolios medievales. Por ello se supone que tales notas se remontan a una edición alejandrina dotada de comentarios. Sabemos que Aristarco, al menos, se ocupó del texto de Tucídides. 

### Transmisión abierta
En cuanto a las relaciones entre manuscritos, el panorama es confuso. Variantes contenidas en ciertos códices tardíos, algunos del XIV, resultan coincidir con el texto papiráceo más antiguo de que disponemos. Además, algunas lecciones de la traducción latina de Lorenzo Valla, no amparadas por los manuscritos a nuestro alcance, se ven confirmadas en algún papiro del II d. C. El arquetipo sería sólo una entre, al menos, seis fuentes de la tradición. 
De todo lo expuesto hay motivos para aceptar una transmisión abierta de la obra de Tucídides, en la que los códices recientes tienen, a veces, lecturas valiosas.